# بوینویوغون (یورغیر)
بوینویوغون (به ترکی استانبولی: Boynuyoğun) یک منطقهٔ مسکونی در ترکیه است که در یورغیر واقع شده‌است.